# Iglesia de Nuestra Señora de Malanca
La iglesia de Nuestra Señora de Malanca o también conocida como iglesia de San Millán en Torrelapaja (Provincia de Zaragoza, España) es un templo parroquial católico adscrito al arciprestazgo de Calatayud de la diócesis de Tarazona.

## Descripción
Es una iglesia de nave única de dos tramos con capillas laterales en el primero y cabecera recta, precedida por un presbiterio al que se abren dos pequeñas capillas excavadas en los muros laterales.
Originalmente la cabecera era semicircular, en sintonía con el estilo gótico-renacentista de la construcción del siglo XVI, pero en el siglo XVII ésta se reformó, cerrándola con testero recto y adosándose en el lado de la Epístola la Capilla de la Virgen de Malanca, que vino a sustituir al antiguo eremitorio mozárabe que frecuentaban los peregrinos.
La Capilla de la Virgen destaca por su abigarrada decoración barroca de yeserías y pinturas murales que narran la vida de San Millán desde su nacimiento en Torrelapaja hasta su muerte en olor de santidad. Junto a ella se alza una maciza torre de planta cuadrada construida en sillar.
El resto de la fábrica es de mampostería combinada con sillería en los ángulos.